# 迟帅
遲帥（1980年11月14日—）男，中国演员。曾经出演过《回家的诱惑》，《无情道》和《活佛济公》等电视作品，也担任过《小神龙俱乐部》、《闪客阵线》、《绝对男人》和《校园点歌台》等节目的主持人。

## 主要经历
迟帅，青岛海边出生，有良好的舞蹈基础和7年声乐学习的经历，98年前就读北京舞蹈学院附中，98年考入北京舞蹈学院音乐剧班，因家庭经济原因退学。一年后，以出色的外形与机智的头脑脱颖而出成为BTV强档少儿节目《小神龙俱乐部》主持人，深受小朋友的喜爱。
2001年，多才多艺的迟帅在老师推荐下接拍了第一部电视剧《杀青》。同年，在二十集电视连续剧《天使之诚》中，迟帅饰演了青春率真的刘光。刘光的特殊身世和他从愤恨到报复最后到平静的心理路程带给迟帅很高的创作热情，表现不俗。他更因此片的出演赢得了“小陆毅”的称号。
跟圈內人妻子李璐茜2014年5月20日结婚育有一子。

## 影视作品

### 电视剧
| 首播年份 | 剧名                  | 角色             | 备注                         |
| 2001年   | 《杀青》              | 刘光             |                              |
| 2003年   | 《中国刑警-九月风暴》 | 刘语             |                              |
| 2003年   | 《一米阳光》          | 米拉             |                              |
| 2003年   | 《金粉世家》          | 柳春江           |                              |
| 2003年   | 《一江春水》          | 晓明             |                              |
| 2004年   | 《错位情缘》          | 刁小凡           |                              |
| 2004年   | 《雨季不再来》        | 洪嘉伟           |                              |
| 2004年   | 《新编辑部故事》      | 李童宝           |                              |
| 2005年   | 《飞翔的梧桐子》      | 廖凡             |                              |
| 2005年   | 《爱本无罪》          | 左建宏           |                              |
| 2005年   | 《新编辑部故事》      | 李童宝           |                              |
| 2006年   | 《我的太阳》          | 英则环宇         |                              |
| 2006年   | 《暗夜心慌慌》        | 言中凯           |                              |
| 2007年   | 《富贵在天》          | 高承砚           |                              |
| 2008年   | 《进城》              | 沈曼克           |                              |
| 2008年   | 《大爱无声》          | 杨文军           |                              |
| 2008年   | 《十三省》            | 小上海           |                              |
| 2009年   | 《白蛇后传》          | 严丰/严忠书      |                              |
| 2010年   | 《扇娘》              | 叶知秋           |                              |
| 2010年   | 《无情道》            | 刘海林           |                              |
| 2010年   | 《新京城四少》        | 杜立寒（童玉儒） |                              |
| 2010年   | 《活佛济公》          | 崔俊生           |                              |
| 2011年   | 《回家的诱惑》        | 高文彦           |                              |
| 2011年   | 《命運交響曲》        | 宋承昊           |                              |
| 2012年   | 《瞧这两家子》        | 马腾腾           |                              |
| 2012年   | 《阿丕书记》          | 陈小琪           |                              |
| 2012年   | 《五星红旗迎风飘扬2》 | 钱学森           |                              |
| 2013年   | 《狐仙》              | 宁采臣           |                              |
| 2013年   | 《薛丁山》            | 薛丁山           |                              |
| 2013年   | 《广告风云》          | 关志升           |                              |
| 2013年   | 《一克拉夢想》        | 叶广义           |                              |
| 2014年   | 《江南四大才子》      | 祝枝山           |                              |
| 2015年   | 《乾隆秘史》          | 赵宝芹(甄宝芹)   |                              |
| 2016年   | 《转身遇到你》        | 秦刚             |                              |
| 2018年   | 《别用爱情说事》      | 沈浩胜           |                              |
| 2019年   | 《绝境铸剑》          | 眼鏡首長         | 客串                         |
| 2020年   | 《鬓边不是海棠红》    | 常之新           | 客串                         |
| 2021年   | 《甜蜜》              | 刘得恩           |                              |
| 2021年   | 《大饭店传奇》        | 车纳亩           | 网络剧， 2017年拍攝          |
| 2021年   | 《亲情的秘密》        | 白夏楠           |                              |
| 2021年   | 《百炼成钢》          | 王莘             | 单元《歌唱祖国》             |
| 2021年   | 《玉楼春》            | 賈甄             |                              |
| 2021年   | 《一剪芳华》          | 莫青             |                              |
| 2021年   | 《功勋》              | 韓記者           | 单元《申纪兰的提案》         |
| 2022年   | 《胡同》              | 僮筱亭           |                              |
| 2023年   | 《凌云志》            | 天帝             | 2017年拍攝                   |
| 2023年   | 《铁马豪情的日子》    | 毛澤東           | 2019年拍攝                   |
| 待播     | 《漂亮宝贝》          | 许唯一           | 2012年拍攝                   |
| 待播     | 《我的真命天女》      |                  | 原名：最好的我们，2015年拍攝 |
| 待播     | 《奔向延安》          |                  |                              |

### 电影
| 年份   | 电影                   | 角色   | 备注     |
| 2003年 | 《SMILE》              | Kavin  |          |
| 2015年 | 《我只要我们在一起》   |        |          |
| 2016年 | 《爱情不等式》         | 王平安 |          |
| 2019年 | 《潛行者》             | 麥林   |          |
| 2021年 | 《长安伏妖》           | 杜无缺 |          |
| 2021年 | 《移情高手》           |        | 客串     |
| 2021年 | 《冰火凤》             | 焱尊   | 網絡電影 |
| 2022年 | 《纸画皮》             | 阎无神 | 網絡電影 |
| 2022年 | 《哪吒之灵珠重生》     |        | 網絡電影 |
| 2023年 | 《矩阵·梦迷宫》        | 吴一海 |          |
| 2024年 | 《夜叉之无间有情》     |        | 網絡電影 |
| 2024年 | 《夺宝寻龙：北冥鲲宫》 | 陆还山 | 網絡電影 |

### 话剧
| 年份   | 话剧     | 角色   |
| 2006年 | 《角儿》 | 孟导演 |

### 主持节目
《小神龙俱乐部》《闪客阵线》《绝对男人》《校园点歌台》《梦想星空》《2005湖南卡通动漫节》《2006新浪网全球华人网络春晚》《天使明星汇》《北京男孩》《真情旋律》

## 外部
迟帅的新浪微博

## 新闻来源
1. ↑  .   [2016-10-26]. （原始内容存档于2016-10-26）.